# Microgale jenkinsae
Microgale jenkinsae is een zoogdier uit de familie van de tenreks (Tenrecidae). De wetenschappelijke naam van de soort werd voor het eerst geldig gepubliceerd door Goodman & Soarimalala in 2004.

## Voorkomen
De soort komt alleen voor in het Mikea-bos in Madagaskar.